# Baileyton (Tennessee)
Baileyton es un pueblo ubicado en el condado de Greene en el estado estadounidense de Tennessee. En el Censo de 2010 tenía una población de 431 habitantes y una densidad poblacional de 99,29 personas por km².

## Geografía
Baileyton se encuentra ubicado en las coordenadas 36°19′28″N 82°50′10″O / 36.32444, -82.83611. Según la Oficina del Censo de los Estados Unidos, Baileyton tiene una superficie total de 4,34 km², todos de tierra firme.

## Demografía
Según el censo de 2010, había 431 personas residiendo en Baileyton. La densidad de población era de 99,29 hab./km². De los 431 habitantes, Baileyton estaba compuesto por el 99.3% blancos.